# کوه زر (دامغان)
کوه‌زر یک روستا در ایران است که در دهستان قهاب رستاق واقع شده‌است. کوه زر ۲۵۶۰ نفر جمعیت دارد.
در اطراف روستای کوه‌زر، روستاهای سلم‌آباد، توچاهی، کوه‌شاهی، کلو، ‌‌شیمی و چند آبادی کوچک قراردارند.
همچنین منطقه کوه‌زر و روستاهای اطراف شامل رشم، سطوه، معلمان، حسینیان، سینک و همچنین دهستان طرود و چند روستا و آبادی دیگر، مجموعأ منطقه ی ((سرکویر)) را تشکیل می دهند.
عده زیادی از مردم کوه‌زر و سرکویر به عنوان مهاجران دائمی در شهرستان گرگان زندگی می کنند. از افراد شاخص و معتبر این منطقه می توان اشاره کرد